# Desierto costero del Perú

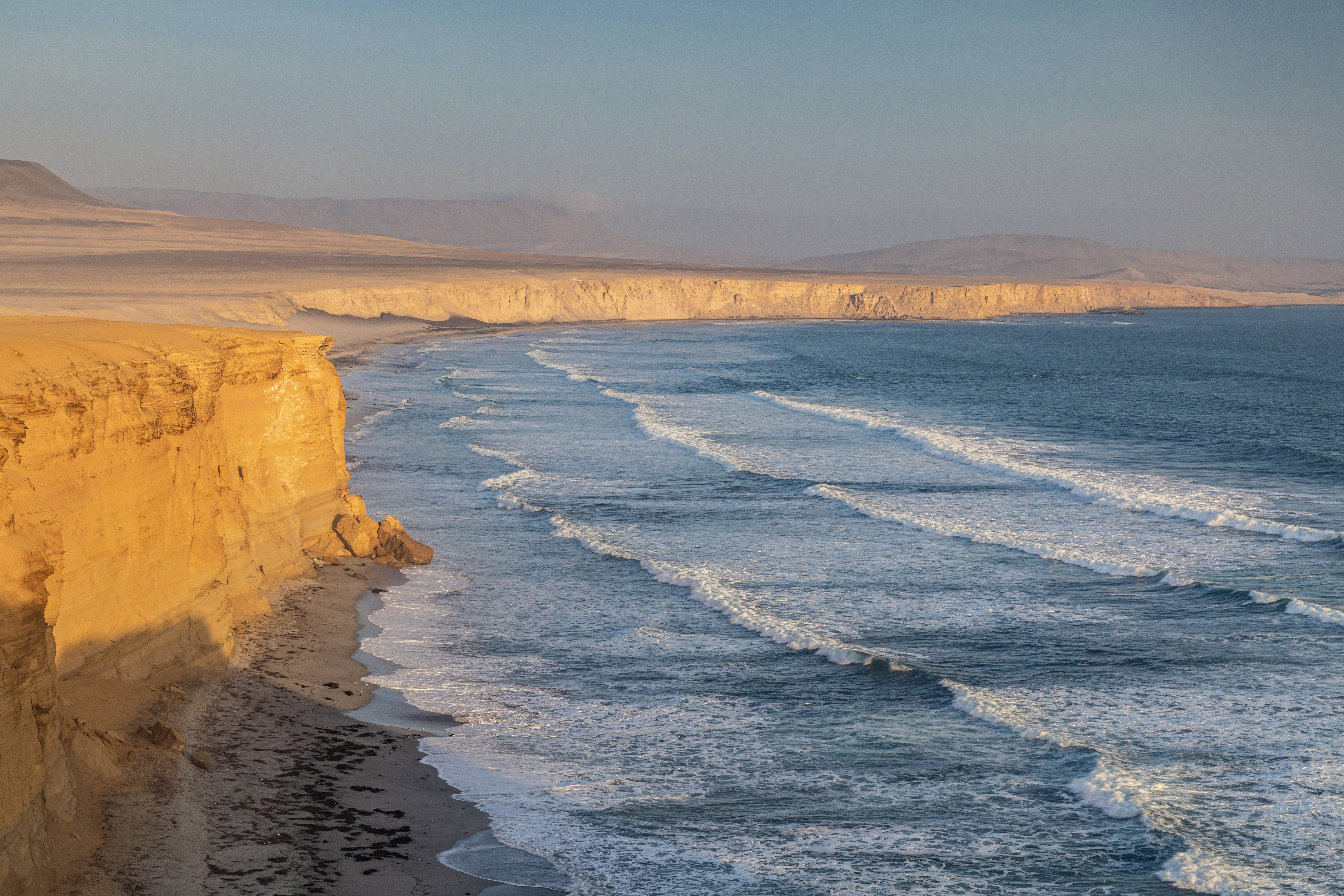
Acantilados costeros en Paracas

El desierto costero del Perú se ubica en la mayor parte de la costa del Perú, desde Tumbes por el norte hasta Tacna y la frontera con Chile por el sur. Es una ecorregión de desierto costero de clima subtropical muy árido, alta humedad atmosférica y muy escasa vegetación, salvo por los 52 valles fluviales que descienden de los Andes atravesando el desierto.
Forma parte de una ecorregión mayor conjuntamente con el desierto costero de Chile, el desierto del Pacífico. El WWF emplea el nombre de desierto de Sechura, sin embargo, el nombre se restringe en realidad al mayor de los desiertos que se encuentra en esta ecorregión. Sin embargo el desierto no es homogéneo en flora y fauna, por lo que se puede subdividir en: Desierto de Sechura (Piura y Lambayeque), desierto costero (sur de Lambayeque a Ica) y desierto de Atacama (sur de Ica hasta sur del Perú).

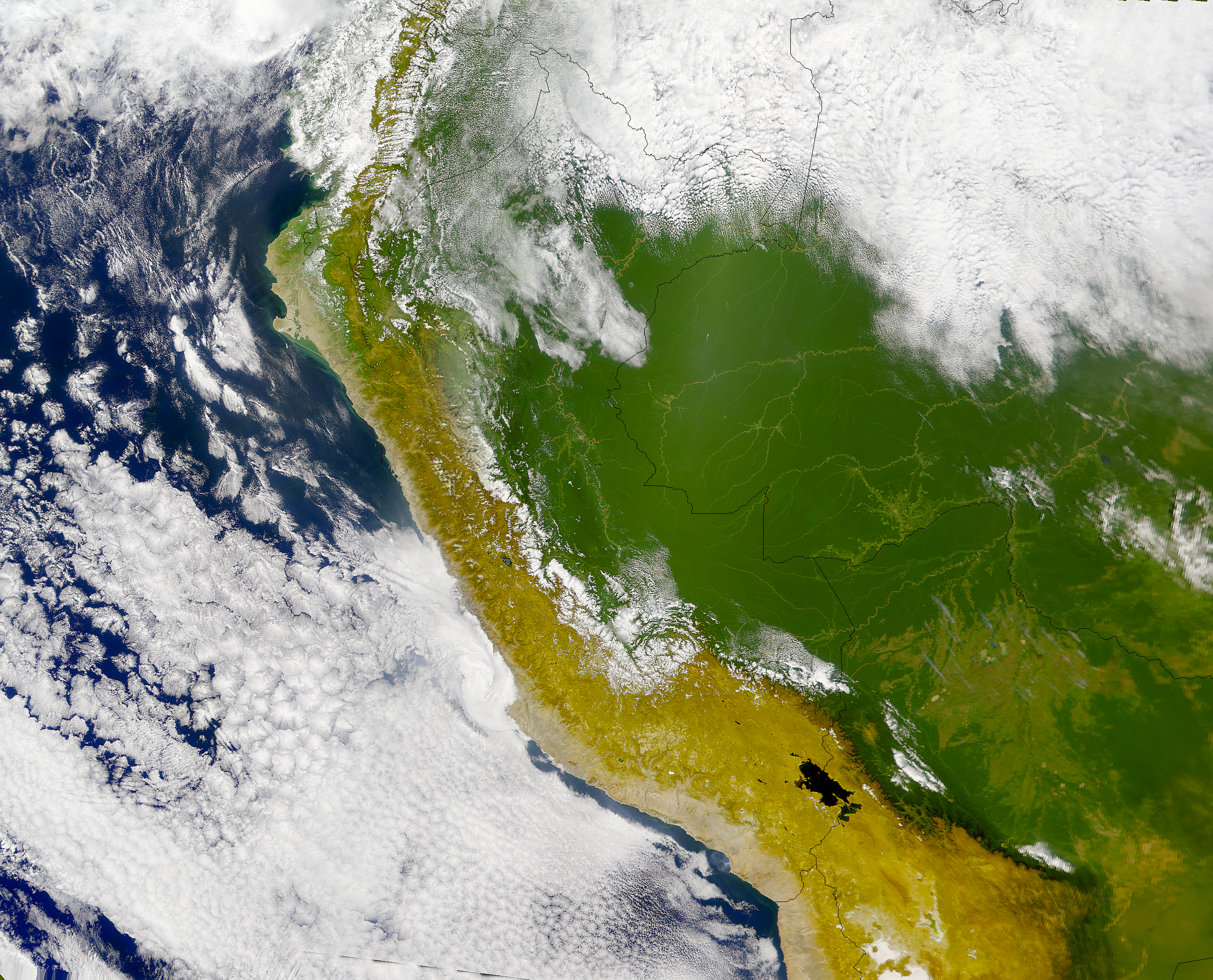
Fotografía satelital del Perú, en donde se observa de color claro la región desértica costera.

## Delimitación
La región es una franja estrecha de ecosistemas desde el desierto extremo al matorral xerófilo y delimitada entre el océano Pacífico y la cordillera de los Andes. Es estrecha pero se va ampliando mucho en los departamentos de Piura e Ica, con un ancho variable entre unos pocos kilómetros y los 100 km. Limita al norte con el Bosque seco ecuatorial y al sur con el desierto costero de Chile.
Según Pulgar Vidal la región se extiende desde el litoral marino hasta donde la pendiente de la cordillera Occidental de los Andes alcanzando los 500 m s. n. m. y limitando con la Yunga marítima. Según Brack Egg se extiende hasta que termina la región desértica apareciendo una vegetación andina más definida propia de la Serranía esteparia a los 2000 m s. n. m. Otros autores extienden el desierto costero peruano desde la orilla del mar hasta entre los 700 y 1000 m s. n. m.

## Relieve

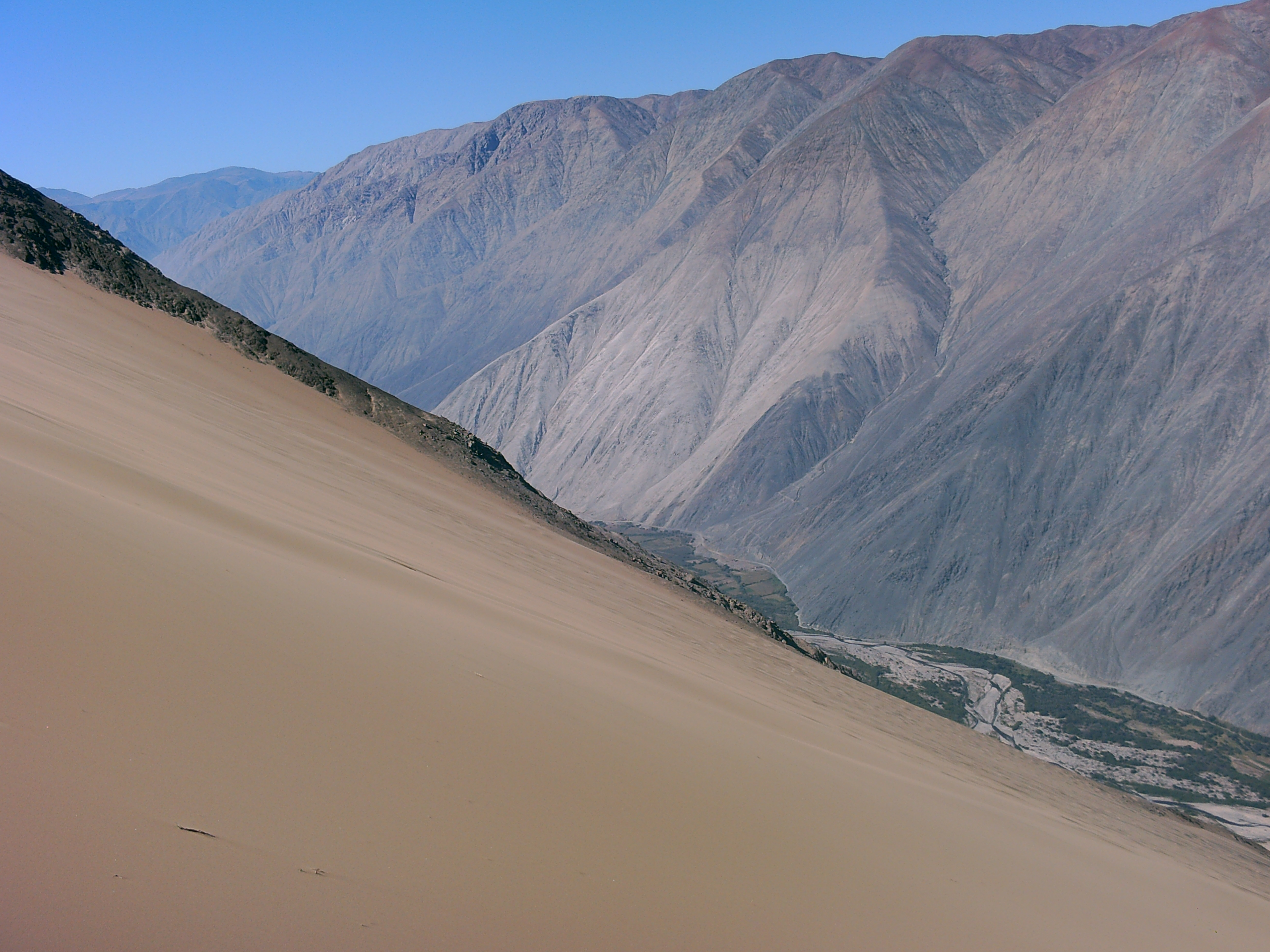
Valle escarpado en Caravelí

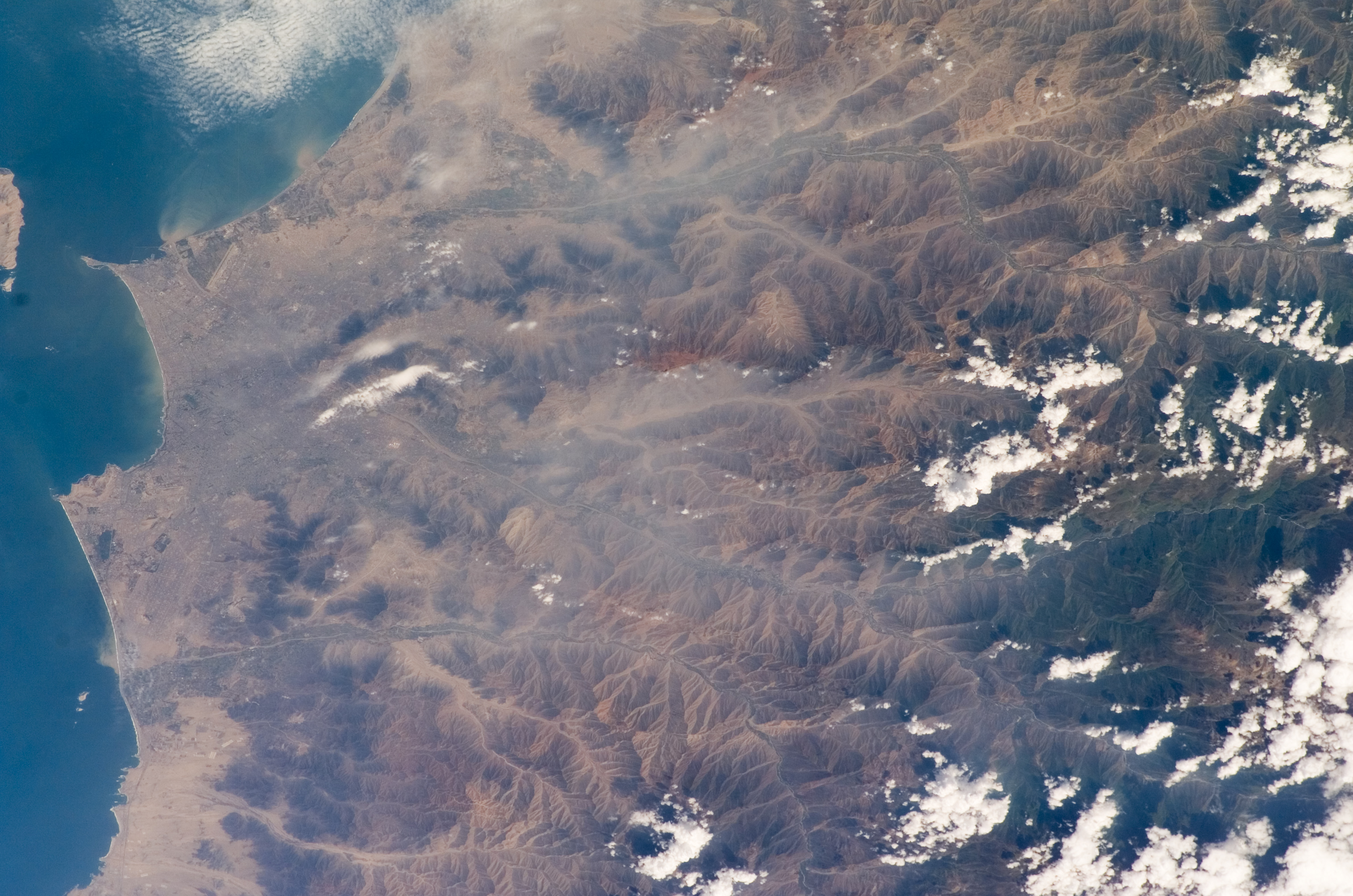
Imagen satelital del desierto costero limeño en la parte izquierda junto con la ciudad de Lima en el litoral y parte de las Estribaciones andinas visibles desde la parte central derecha.

A sectores quebrados formados por las estribaciones andinas o por la cordillera de la costa, les suceden pampas, dunas y tablazos, en un desierto interrumpido por ríos estacionales cuyos valles han desarrollado una agricultura industrial (algodón, arroz, caña de azúcar, vid y olivos).
El litoral está conformado por playas arenosas o por abruptos acantilados, con predominio de formas rectilíneas y pocas bahías, las mayores son: Sechura, Paita, Chimbote, Callao y Paracas. En el norte del país el clima es cálido, soleado y de lluvias estacionales durante el verano austral. En el sur, la Chala se convierte en una región de clima húmedo y carente de lluvias, con un clima soleado de diciembre a mayo y nublado el resto del año.
La temperatura de la costa peruana es menor a la que corresponde por latitud (la temperatura media en el Callao es de 19,2 °C) debido a las aguas frías de la Corriente de Humboldt y la barrera que ocasiona la gran altura de la Cordillera de los Andes, fenómenos que se suman a una presión atmosférica casi constante. La consecuente ausencia de lluvias no significa que el cielo esté despejado permanentemente. Por el contrario, la región se cubre de una espesa capa de neblina, de junio a noviembre, lo que quizá constituye su principal característica.

## Flora
El desierto costero presenta poca biomasa vegetal, presentándose su flora distribuida en algunas comunidades vegetales muy especializadas.

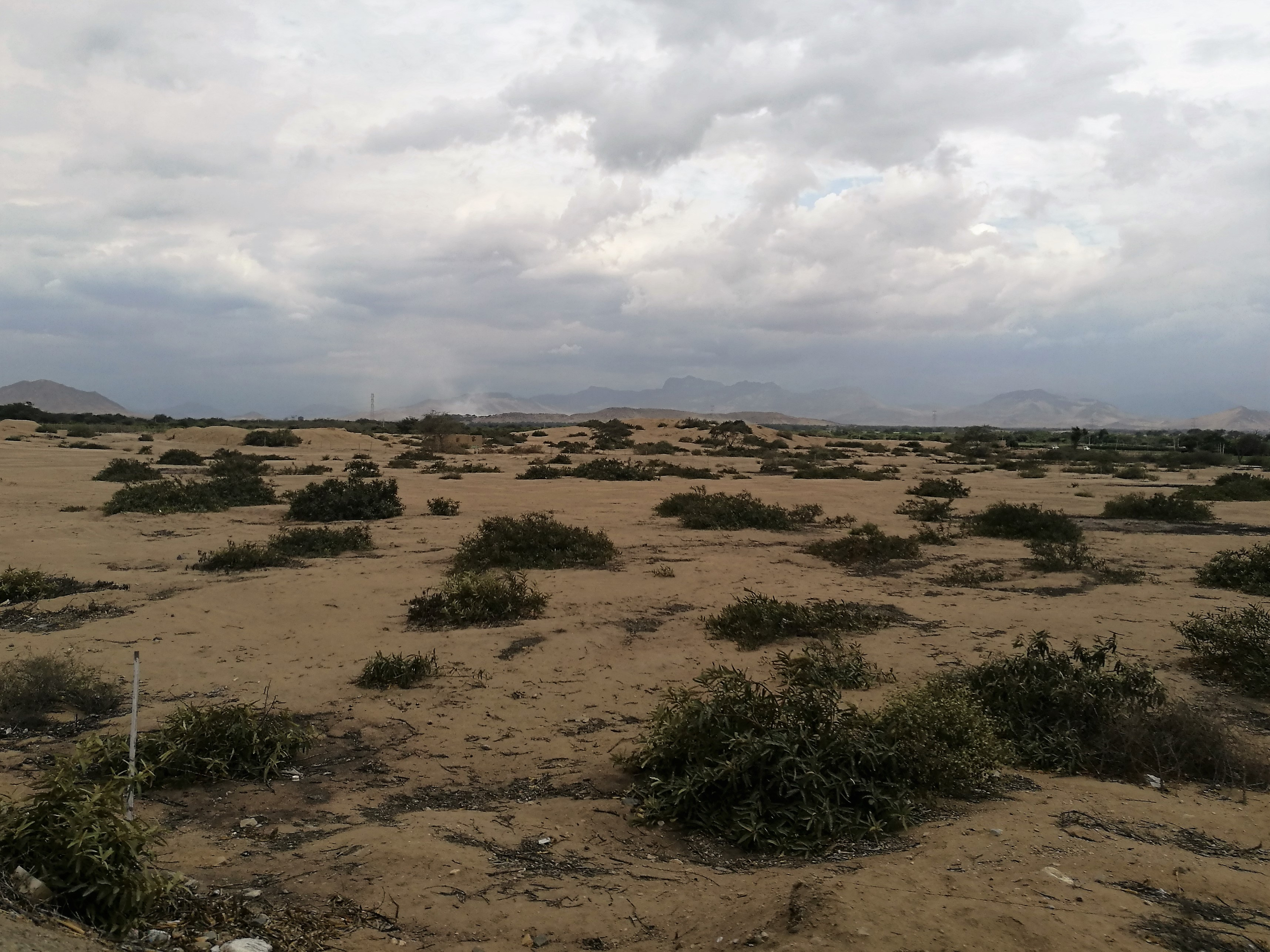
Vegetación desértica en Chiclayo

Dos tipos de comunidades se caracterizan por constituirse de plantas que dependen a exclusividad de la humedad del aire que transportan las neblinas durante el invierno austral, estos son los tillandsiales y las lomas. En las lomas, se produce una vegetación espontánea durante el invierno austral: el amancae, tabaco silvestre y valeriana son hierbas que crecen junto a árboles como el mito, la tara y el guarango.
A lo largo de la costa existen también afloraciones de los acuíferos mayormente en las cercanías de la desembocadura de los ríos con cierto influjo del agua marina. Estos medios salobres forman humedales, donde es característica la grama salada.
En las orillas de los ríos crecen comunidades más regulares conocidas como montes ribereños. Aquí crecen especies tales como el algarrobo (Prosopis pallida), el palo verde, la grama salada, el molle, el carrizo y la caña brava. En los barrancos crecen helechos, culantrillo, berros y verdolaga y varias especies frutales cultivadas.
En los arenales que cuentan con napa freática, crece el algarrobo o guarango, cuya madera tiene alto poder calorífico. El extracto de sus vainas, la algarrobina, se emplea como suplemento dietético y en cocteles.

## Fauna
La fauna del desierto costero está constituida principalmente por la pinnipedia, lontra felina; y diversas especies de aves marinas como el pingüino de Humboldt.